# Guthridge-Nunatakker
Die Guthridge-Nunatakker sind eine verstreute Gruppe von scharfgratigen Nunatakkern und kleinen Bergen in den Gutenko Mountains des Palmerlands auf der Antarktischen Halbinsel. Sie erstrecken sich über eine Länge von etwa 35 km und eine Breite von rund 10 km auf halbem Weg zwischen den Rathbone Hills und den Blanchard-Nunatakkern. Zu dieser Gruppe gehört unter anderen Mount Jukkola, der Lokey Peak, der Walcott Peak und der Randall Ridge.
Kartiert wurden sie 1974 durch den United States Geological Survey. Das Advisory Committee on Antarctic Names benannte sie nach Guy G. Guthridge (* 1941), Direktor des Polar Information Service der National Science Foundation und seit 1989 Mitglied sowie ab 1994 Vorsitzender des US-ACAN.